# Ways
Ways ist ein Jazzalbum des Russ Lossing Trios. Die am 18. Januar 2011 in den Charlestown Road Studios in Hampton, New Jersey, entstandenen Aufnahmen erschienen am 15. September 2019 auf ezz-thetics.

## Hintergrund
Nach Oracle (aufgenommen 2007, erschienen 2011) war Ways das zweite Album, das der Pianist Russ Lossing im Trio mit dem Bassisten Masa Kamaguchi und dem Schlagzeuger Billy Mintz eingespielt hatte. Im Jahrzehnt zuvor hatte Lossing Trio-Formationen mit Ed Schuller und Paul Motian (As It Grows, 2004) bzw. mit Mat Maneri und Mark Dresser (Metal Rat, 2006) geleitet.

## Titelliste
- Russ Lossing Trio: Ways (ezz-thetics 1006)[1]

1. Passageway	11:19
2. Breezeway	4:41
3. Causeway	8:36
4. Archway	12:16
5. Skyway	2:56
6. Byway	4:58
7. Away	3:23
8. Way	11:04

Die Kompositionen stammen von Russ Lossing.

## Rezeption
Nach Ansicht von Mark Corroto, der das Album in All About Jazz rezensierte, gelinge es Lossing, durch Aufregung Spannung erzeugen, aber auch durch die Stille des Raums, den er zwischen den Tönen lässt. Die augenblickliche Telepathie zwischen Pianist, Bassist und Schlagzeuger sei ein Beweis für die [gute] „Chemie“ seines Trios. „Woher kommt das? Obwohl diese Frage vielleicht nie beantwortet werden kann, haben wir in diesen acht Kompositionen Beweise für ihre Existenz“, so Corroto. Weitere Musik von ihnen würde es den Fans ermöglichen, die Entwicklung der Beziehungen zwischen Lossing, dem Bassisten Masa Kamaguchi und dem Schlagzeuger Billy Mintz zu studieren.